# Johann Metz (Baumeister)
Johann Metz (* 4. Jänner 1809 in der Roßau; † 29. Juli 1887 in Urfahr) war ein österreichischer Baumeister, Gemeinderat und Mitbegründer der Handelskammer in Linz an der Donau.

## Leben
Johann Metz wurde während einer Phase reger, regionaler Bautätigkeit (Pferdeeisenbahn Budweis–Linz–Gmunden, Maximilianische Turmlinie) am 29. Mai 1834 in das Zunftbuch der Linzer Baumeister aufgenommen. Er erwarb sich rasch einen guten Namen als Architekt und errichtete in Folge eine Reihe von Stadthäusern und Villen in Linz und Umgebung.
Johann Metz war mit dem Dichter, Schulrat und Landeskonservator Adalbert Stifter befreundet, der von 1848 bis zu seinem Tod 1868 in dem von Metz errichteten Haus Untere Donaulände 6, dem heutigen Stifterhaus, wohnte. Metz war es auch, der im nördlich von Linz gelegenen, beliebten Erholungsort Kirchschlag die ersten bürgerlichen Landhäuser errichtete, wo dann Stifter während seiner Kuraufenthalte häufig zu Besuch war. Das 1861 von Metz erbaute Haus wird deshalb als Stiftervilla bezeichnet.

## Bauten
Von Johann Metz errichtete Bauten:

| Foto |                 | Baujahr | Name                                                                                          | Standort                                              | Beschreibung | Metadaten                                                                 |
| ---- | --------------- | ------- | --------------------------------------------------------------------------------------------- | ----------------------------------------------------- | --- | ------------------------------------------------------------------------- |
| BW   | Datei hochladen | 1858    | Untere, große Metzvilla                                                                       | Kirchschlag (früher Nr. 25) Standort                  | | P84(Architekt): P131(Ort):                                                |
| ja   | Datei hochladen | 1861    | Stiftervilla, obere, kleine Metzvilla HERIS-ID: 111124 Objekt-ID: 128910                      | Kirchschlag Nr. 38 (früher Nr. 27) Standort           | [ 2 ] | P84(Architekt):Johann Metz P131(Ort):Kirchschlag bei Linz Region-ISO:AT-4 |
| ja   | Datei hochladen | 1840    | Poschachervilla, ehemaliger Gabrielenhof ID: 2187 HERIS-ID: 83238 Objekt-ID: 97111 Linz: 2187 | Linz, Bulgariplatz, Poschacherstraße 26 Standort      | Poschachervilla, ehemaliger Gabrielenhof | P84(Architekt):Johann Metz P131(Ort):Linz Region-ISO:AT-4                 |
| ja   | Datei hochladen | 1864    | Landes-Nervenklinik Wagner-Jauregg ID: 2211 HERIS-ID: 87760 Objekt-ID: 102191 Linz: 2211      | Linz, Bulgariplatz, Wagner-Jauregg-Weg 15 Standort    | Alttrakt des Neuromed Campus, 1867 als Landesirrenanstalt Niedernhart eröffnet | P84(Architekt):Johann Metz P131(Ort):Linz Region-ISO:AT-4                 |
| ja   | Datei hochladen | 1843    | Villa Reiß, ehemals Binderdudl ID: 1036 HERIS-ID: 43632 Objekt-ID: 44274 Linz: 1036           | Linz, Froschberg, Fritz-Lach-Weg 5 Standort           | Privatvilla Reiß an der Stelle des bis 1841 bewirtschafteten Ausflugsgasthauses Binderdudl | P84(Architekt): P131(Ort):Linz Region-ISO:AT-4                            |
| ja   | Datei hochladen | 1853    | Kollegium Aloisianum ID: 2649 HERIS-ID: 52324 Objekt-ID: 58933 Linz: 2649                     | Linz, Froschberg, Freinbergstraße 32 Standort         | Freinberg | P84(Architekt): P131(Ort):Linz Region-ISO:AT-4                            |
| ja   | Datei hochladen | 1846    | Adalbert Stifter Haus ID: 434 HERIS-ID: 38239 Objekt-ID: 37753 Linz: 434                      | Linz, Innere Stadt, Adalbert-Stifter-Platz 1 Standort | → Hauptartikel : Stifterhaus (Linz) f1 | P84(Architekt):Johann Metz P131(Ort):Linz Region-ISO:AT-4                 |
| ja   | Datei hochladen | 1889    | Wohnhaus ID: 668                                                                              | Linz, Innere Stadt, Baumbachstraße 20 Standort        | Wohnhaus, Aufstockung eines ehemaligen Stadels nach Plänen von Metz. 1877 Umgestaltung in ein Hopfenmagazin durch Baumeister Josef Marschler. 1889 neuerliche Umgestaltung und Neufassadierung durch Michael Lettmayr | P84(Architekt): P131(Ort):                                                |
| ja   | Datei hochladen | 1836    | ID: 679                                                                                       | Linz, Innere Stadt, Bethlehemstraße 35 Standort       | Biedermeierwohnhaus, Riesenwandpfeiler mit ionisch-ägyptisierenden Kapitellen, Dreieckgiebel Anmerkung: gemeinsam mit Maximilian Pachinger                                                                            | P84(Architekt): P131(Ort):                                                |
| ja   | Datei hochladen | 1852    | Wohn- und Geschäftshaus ID: 513 HERIS-ID: 96473 Objekt-ID: 111971 Linz: 513                   | Linz, Innere Stadt, Hauptplatz 24 Standort            | Basar, Wohn- und Geschäftshaus, Umbau des 1470 erstmals erwähnten Hauses am Hauptplatz | P84(Architekt): P131(Ort):Linz Region-ISO:AT-4                            |
| BW   | Datei hochladen | 1856    | Wohn- und Geschäftshaus, Freihaus des Klosters Spital am Pyhrn ID: 646                        | Linz, Innere Stadt, Herrenstraße 14 Standort          | Fassade des 1652 erbauten und 1807 privatisierten Freihauses des Stiftes Spital am Pyhrn | P84(Architekt): P131(Ort):                                                |
| ja   | Datei hochladen | 1836    | ID: 350 HERIS-ID: 38166 Objekt-ID: 37674 Linz: 350                                            | Linz, Innere Stadt, Klammstraße 1 Standort            | Bürgerhaus, Zubau an der Klammstraßenfront | P84(Architekt): P131(Ort):Linz Region-ISO:AT-4                            |
| ja   | Datei hochladen | 1867    | Sitzungssaal im Linzer Landhaus HERIS-ID: 52260 Objekt-ID: 58857 Linz: 522                    | Linz, Innere Stadt, Landhausplatz 1 Standort          | Sitzungssaal im Linzer Landhaus | P84(Architekt): P131(Ort):Linz Region-ISO:AT-4                            |
| ja   | Datei hochladen | 1852    | ID: 377                                                                                       | Linz, Innere Stadt, Promenade 25 Standort             | Wohnhaus-Neubau nach Abriss des 1595 erstmals erwähnten Hauses, die romantisch-historistische Fassade wurde allerdings 1955 zum Großteil abgeschlagen, seit 2017 Teil der 2018 eröffneten „Promenaden Galerien“       | P84(Architekt): P131(Ort):                                                |
| BW   | Datei hochladen | 1842    | Wohn- und Geschäftsgebäude, ehemaliges ständisches Obereinnehmerhaus ID: 378                  | Linz, Innere Stadt, Promenade 29 Standort             | Wohn- und Geschäftsgebäude, Erweiterung mit zweitem Obergeschoß und eisernem Dachstuhl für das ehemalige ständische Obereinnehmerhaus                                                                                 | P84(Architekt): P131(Ort):                                                |
| ja   | Datei hochladen | 1837    | Berufsschule ID: 884 HERIS-ID: 46797 Objekt-ID: 48993 Linz: 884                               | Linz, Innere Stadt, Steingasse 6 Standort             | 1861–1995 älteste Berufsschule Oberösterreichs, seit 2017 Hotel und Teil der 2018 eröffneten „Promenaden Galerien“ | P84(Architekt): P131(Ort):Linz Region-ISO:AT-4                            |
| ja   | Datei hochladen | 1844    | ID: 435                                                                                       | Linz, Innere Stadt, Untere Donaulände 8 Standort      | Wohnhaus mit neunachsiger dreigeschoßiger Fassade | P84(Architekt): P131(Ort):                                                |

## Würdigung
Die Johann-Metz-Straße im Linzer Hafengebiet wurde 1967 nach dem Baumeister benannt. Sie führt auf einer Länge von etwa 420 Metern von der Pummererstraße zur Prinz-Eugen-Straße.